# Gaston Quiribet
Gaston Quiribet, né à Paris le 7 septembre 1888 et mort à Clichy-la-Garenne le 2 janvier 1972, est un réalisateur français ayant vécu en Grande-Bretagne et aux Indes.
Très jeune, il s'intéresse au cinématographe et en 1905 rejoint les studios Pathé de Joinville-le-Pont. Quelques années plus tard, en 1911, il rejoindra Cecil Hepworth en Angleterre et réalisera de nombreux documentaires et quelques films trick photography, le plus célèbre étant The Fugitive Futurist de 1924. Mobilisé, il part au front en 1914, participe à la bataille de Verdun et recevra la Croix de Guerre en 1919. En 1920, il retourne chez Hepworth et continuera à réaliser films et documentaires. Il partira ensuite à Bombay rejoindre la société Eastman Kodak en tant que consultant pour la couleur de films longs-métrages. Il rentre en France en 1939 et travaillera chez Kodak jusqu'à sa retraite.

## The fugitive Futurist
Il s'agit d'un court métrage comique de "fausse science fiction": Un bourgeois anglais ( facétieusement désigné comme "contributeur au club des bookmakers nécessiteux") vient de perdre jusqu'à son dernier penny sur un champ de course et s'assied sur le banc d'un parc, en proie à des ruminations moroses.
Un soi-disant "inventeur-persécuté-par-des-espions" s'assied à côté de lui et lui propose une merveille futuriste, une caméra capable de voir l'avenir "grâce aux vibrations de l'Ether" : On assiste à une plongée dans le futur (Trafalgar Square est envahie par la mer, le Strand de Londres pullule de locaux à louer à bas prix, le Parlement de Westminster est devenu une base de zeppelins transatlantiques propulsés par des nageoires, et le Pont de la Tour sert de pylône a un monorail aérodynamique "solution aux problèmes de circulation".
Toutefois le parieur décavé ne s'intéresse à l'avenir que d'une façon matérialiste, en espérant se refaire aux courses de chevaux dont il connaîtra les résultats à l'avance. Malheureusement l'Inventeur n'est qu'un malade mental échappé d'un asile de fous, que deux robustes infirmiers viennent appréhender Manu Militari. Dans la boîte supposée contenir la merveilleuse invention il n'y a que deux briques que le joueur dépité expédie dans le bas du dos des infirmiers, concluant le film par une bataille de coups de pied au c.. dans la meilleure veine du comique "Slapstick" .

## Filmographie partielle
- 1920 : Once Aboard the Lugger
- 1920 : Great Snakes (it)
- 1921 : Mr. Justice Raffles (en)
- 1924 : Plots and Blots (it)
- 1924 : The Night of the Knight (it)
- 1924 : Lizzie's Last Lap (it)
- 1924 : Let's Paint (it)
- 1924 : If a Picture Tells a Story (it)
- 1924 : The Fugitive Futurist (it)
- 1924 : The Coveted Coat (it)
- 1924 : The China Peril (it)
- 1924 : The Death Ray (it)
- 1925 : The Quaint Q's
- 1925 : Plots and Blots